# Acontia embolima
Acontia embolima là một loài bướm đêm trong họ Noctuidae.